# Solbjerg IF MTB
Solbjerg IF MTB (в переводе с дат. — «Спортивная ассоциация Сольбьерга, маунтинбайк») — датский любительский велосипедный клуб, расположенный в Сольбьерге, пригороде Орхуса.

## История клуба
Велоклуб Solbjerg IF MTB был основан весной 2016 года четырьмя энтузиастами, которые хотели поделиться своей страстью к маунтинбайку с другими.
Весной 2017 года по инициативе клуба стартовал проект «Solbjerg Bike Park», когда клубу понадобилось место, где можно было бы отрабатывать базовые техники MTB. Велопарк расположен в центре Сольбьерга; это место, где каждый день проходит множество людей, что делает его заметным и легкодоступным для тренировок. Доступность велопарка маунтинбайка может сделать этот вид спорта более привлекательным, по мнению председателя клуба.
В 2019 году клуб насчитывал более 100 постоянных членов клуба, были созданы женская и мужская команды. В обеих было по 20 человек. В клубе создавались очереди в детские команды.

## Деятельность клуба
Деятельность клуба Solbjerg IF MTB посвящена популяризации маунтинбайка среди энтузиастов всех возрастов и уровней мастерства. Клуб поддерживает своих членов благодаря вовлечению в дела сообщества, организации различных мероприятий и акценту на развитие навыков. Клуб организует различные тренировочные сессии и технические курсы для улучшения навыков катания на велосипеде. Члены клуба встречаются на местной тренировочной площадке для маунтинбайкеров Solbjerg Bike Park.
Велоклуб Solbjerg IF MTB активно взаимодействует со своим сообществом через социальные сети, включая собственный YouTube-канал, где они публикуют видео со своих мероприятий. Они также присутствуют в Facebook, укрепляя чувство общности среди членов клуба. Solbjerg IF MTB является членом Датских ассоциаций гимнастики и спорта (DGI) и велоспортивного союза Дании (DCU).
Все занятия в Solbjerg IF MTB — это занятия для удовольствия и поддержки здорового образа жизни. Здесь речь не идёт об установлении рекордов. Цель клуба в том, чтобы все хорошо проводили время и катались по отличным MTB-трассам, но при этом время от времени испытывали себя на прочность. Клуб проявляет большой интерес, в частности, к детским командам.
Спортивная ассоциация Сольбьерга (Solbjerg IF MTB) включает в себя ряд гонщиков, активно участвующих в соревнованиях по маунтинбайку.
Одним из заметных участников является Густав Горсман, который добился успеха в гонках, одержав победу в январе 2020 года на чемпионате Дании по велокроссу среди юниоров в Слагельсе. Он также победил в категории Men P10-12 на соревнованиях Knutstorp Swe-Cup в 2021 году. Кроме Горсмана, с 2022 по 2023 годы за клуб выступала Милле Нильсен.
У клуба есть забавная традиция, когда члены клуба, у которых возникают механические проблемы, к следующей поездке приносят различные закуски.

## Экипировка и атрибутика
У Veloclub Solbjerg IF MTB есть фирменная форма, разработанная специально для членов клуба — чёрные майки с серыми рукавами с логотипами клуба и спонсоров и золотой горизонтальной полосой на груди и рукавах.

## Награды
Solbjerg IF MTB номинирован на звание Ассоциации года 2018 в DGI Østjylland.
В 2019 году клуб Solbjerg IF MTB был номинирован на звание «Клуб года 2019» на Danish Bike Award.